# Loinbo Kangri
Der Loinbo Kangri (oder Lunpo Gangri) ist der höchste Berg der Gangdisê-Bergkette im autonomen Gebiet Tibet.
Der Loinbo Kangri besitzt eine Höhe von 7095 m. Er liegt im Kreis Zhongba innerhalb der bezirksfreien Stadt Xigazê. Der Berg liegt im vergletscherten Teil eines Gebirgszugs, der sich in Nordwest-Richtung erstreckt. Der Loinbo Kangri befindet sich im Einzugsgebiet des Yarlung Tsangpo, der 35 km südlich des Berges in östlicher Richtung fließt.

## Besteigungsgeschichte
Der Loinbo Kangri wurde am 23. Oktober 1996 von dem Chinesen Cha Jin-Chol sowie den beiden Koreanern You Seok-Jae und Bang Jung-il über den Nordostgrat erstbestiegen.